# Kalle och änglarna
Kalle och änglarna är en norsk-svensk-tysk drama- och familjefilm från 1993 i regi av Ole Bjørn Salvesen. I rollerna ses bland andra Tom Bech Letessier, Karl Sundby och Helge Jordal.

## Om filmen
Inspelningen ägde rum i Jomfruland på Kragerø och på Tromøya i Arendal. Filmen producerades av Anders Birkeland och spelades in med Erling Thurmann-Andersen som fotograf efter ett manus av Salvesen och Kjell Sundstedt. Gunnar Edander komponerade filmmusiken och filmen klipptes av Susanne Linnman. Den premiärvisades 16 september 1993 i Oslo och hade svensk biopremiär 8 oktober 1994 på Zita i Stockholm.
Filmen belönades 1993 med de nordiska filminstitutens pris till bästa barnfilm och 1994 med pris vid en festival i Poznań. 1995 nominerades filmen till Guldbagge i kategorin bästa film.

## Handling
Kalle är en åttaårig pojke som bor med sina föräldrar och sin äldre bror i stad i Norge. Under en flygtur omkommer Kalles pappa och Kalles farmor berättar då om änglarna som kommer för att hämta pappan och föra honom till himlen.

## Rollista
- Tom Bech Letessier – Kalle
- Karl Sundby – ängeln Mikael
- Helge Jordal – pappa
- Unni Kristin Skagestad – mamma
- Petter Width Kristiansen – Johnny
- Margreth Weivers – farmor
- Lothar Lindtner – farfar
- Camilla Martens – Mona
- Live Nelvik – Maria
- Ingar Helge Gimle – Jakobsen
- Geo von Krogh	– doktor Thorvaldsen
- Sverre Hansen – ärkeängel 1
- Kjell Stormoen – ärkeängel 2